# Fran Brodić
Fran Brodić (Zagreb, 8. siječnja 1997.) hrvatski je nogometaš koji igra na poziciji napadača. Trenutačno igra za Újpest.

## Klupska karijera
Karijeru je započeo u zagrebačkom kvartovskom klubu Kustošiji kako bi zatim prešao u NK Zagreb iz kojega je prešao u omladinski pogon Dinama. Fran je najmlađi debitant u seniorskoj povijesti Dinama, mlađi i od Alena Halilovića. U ljeto 2014. Fran odlazi u belgijski Club Brugge.

## Priznanja

### Klupska
Dinamo Zagreb
- HNL (3): 2012./13., 2013./14., 2023./24.
- Hrvatski nogometni kup (1): 2023./24.

Club Brugge
- Belgijski nogometni kup: 2014./15.

## Vanjske poveznice
- Fran Brodić na hnl-statistika.com